# 声門吸着音
声門吸着音（せいもんきゅうちゃくおん）は、声門が閉鎖した状態で発音される吸着音である。すべての吸着音（歯茎音[ǃ]、歯音[ǀ]、側面音[ǁ]、口蓋音[ǂ]、そり舌音[‼]、唇音[ʘ]）には、声門化されたバリエーションがある。これらは非常に一般的であり、アフリカのコイサン諸語（コエ語、ツー語、クサ語の各語族、サンダウェ語、ハヅァ語）のすべてに存在する。また、ダハロ語、バントゥー語族のイェイ語、コサ語にも存在する（ただし、ズールー語には存在しない 。これらの言語は、声門閉鎖（英語のuh-oh!の途中で喉に引っ掛かるような音）により空気の流れを止め、舌の前部を使って声門閉鎖の途中で吸着音を発生させることで発声される。

## 声門鼻吸着音
声門吸着音は、それが存在するすべての言語において鼻音化されるが、一部には非鼻音声門吸着音もある。声門鼻吸着音は声門を閉じて吸着音を無声で発音するが、鼻腔は開いたまま（鼻軟骨が下がった状態）となり、先行する母音は鼻音化される。 通常、[!’][!’] や [ŋ!’][ŋ!’] または [ŋ̊!’][ŋ̊!’] のように表記され、語頭では !’ が、母音の間に挟まれる場合は n!’ が用いられることが多い。コイ族では、ǃ ǁ ǀ ǂ の4文字で表記され、ジュワ語では、鼻母音を伴うǃ’ ǁ’ ǀ’ ǂ’ で表記され、サンダウェ語では、q’ x’ c’ で表記され、ハヅァ語では、qq xx cc で表記され、コサ語では、nkc nkx nkq で表記される。
声門が完全に閉鎖されると、吸着音自体には鼻からの気流がなく、吸着音の後、母音を発音する前に無音の期間がある。つまり、[!͡ʔ]などと発音される。しかし、多くの言語では声門閉鎖が完全ではないため、その場合は無声鼻音を伴って発音され、⟨ŋ̊!ʔ⟩ʔ⟩のように転写される。より一般的な転写は⟨ᵑ!ˀ⟩ˀ⟩であり、鼻音と声門音の成分の上付き文字は、それらがクリックと同時に調音され、隣接していないことを示す。
引用形式では、鼻音成分は聞こえないことがある。つまり、この位置では声門吸着は、吸着音と母音の間のギャップ（声門開裂時間）において、無声無気音の吸着音とは異なり、また、このギャップがノイズではなくサイレントである点で、有気吸着音とも異なる。正規形では、声門閉鎖は吸着音のリリースと次の母音の開始の間に起こる。しかし実際には、声門化はしばしば「漏れ」が生じ、母音への移行がしゃがれ声になる。しかし、鼻音化は、中間位置または母音の後にフレーズが挿入された場合には通常聞こえる。先行する母音は鼻音化されるか、または吸着音が鼻音化される。これは、有気鼻音吸着音にやや似ているが、後者の場合、鼻からの気流は吸着音自体を通して継続する。いずれの場合も、次の母音は通常鼻音化されない。これは、グイ語のような言語における単純な鼻吸着音で起こる現象である。

## 放出吸着音
グイ語、ター語（コン語）、アムン語、そしてミラーの分析によるイェイ語のいくつかの言語では、さらに口頭による非輪郭声門吸着音の系列がある。これらは、グイ語とター語（コン語）の場合には放出音として記述されており、中川（2006）は、声門吸着の2つの系列を、声門化⟨k!ʔ⟩ʔ⟩（以前の出版物では⟨ŋ̊!ʔ⟩）対放出音⟨k!’⟩’⟩として転写している。Miller (2011) は、それらを声門化のタイプではなく鼻音性の違いとして扱っている。Miller は、これらの吸着音における声門化を発声として扱っており、口腔および鼻音の吸着音は、無声無気音、有声音、有気音、息もれ音、声門化音 の5つの発声で発生するとしている。

## その他の種類の声門吸着音
声門吸着音の他の系列は、Taaとǂ’Amkoeの2言語でのみ報告されている。Taaでは、無声と有声音の頭子音によって多くの名詞の単数形と複数形が区別されるため、声門化鼻音と口音吸着音には有声音と無声音のバージョンがある。有声音では声門化が遅延するため、吸着音の持続部分が部分的に有声音または鼻音化される。つまり、[ǃˀa] 対 [ᶢǃʔa]、[ᵑ!ˀa] 対 [ᵑ!ʔa] となる。有声音の声門吸着音の放出は、無声音の鼻音の場合と同様に「きしみ」のような音となる。ミラーの音声発声に関する研究では、これはおそらく、基本的な5つの音声発声システムに重なる形態論的な対照である。

## 声門前鼻音
いくつかの言語では、声門鼻音吸着音もある。これらは通常の有声音鼻音吸着音のように発音されるが、その前に声門閉鎖音で始まるごく短い鼻音化の期間がある。これらは単一の子音と考えられており、声門閉鎖音と鼻音吸着音の連続ではない。これらはTaa、Ekoka !Kung、ǂ’Amkoeで報告されている。（TaaとEkoka !Kungでは、声門閉鎖音の鼻音/ˀm, ˀn/も存在する。）グイ語の方言のひとつでは、咽頭化母音の前の声門化鼻音吸着音が、おそらくǂ’Amkoeの影響を受けて声門鼻音吸着音となっている。